# 大広寺
大広寺（たいこうじ）は大阪府池田市綾羽にある曹洞宗の仏教寺院。山号は塩増山。本尊は釈迦如来。代々池田城主の地方豪族池田氏の墓があるなど、古より池田氏との関係は密接である。牡丹の名所。

## 歴史
寺伝によれば、応永2年（1395年）に池田城主の池田充正が創建し、後に天巌禅師が開基したと伝わる。文明年間（1469年 - 1487年）には池田允正が本堂を修築した。摂津名所図会には山号に触れた記述があり、「山内に池があり満ち引きの際埋めた」という伝説が書かれている。永正10年（1513年）頃に連歌師の肖柏が応仁の乱で戦乱の最中であった堺から移り住み草庵を結んだ。
その後は荒廃を繰り返し、荒木村重によって伊丹に移築されるが、慶長の頃に現地・池田に池田知正によって中興された。
元禄7年（1694年）に当時の住職が本堂などを再建、子院も招致し江戸時代中期には繁栄を誇り、傘下の子院を40余り設けたといわれる。境内には3つの子院があったが今は子院の1つであった陽春寺のみ残っている。
また、池田氏の菩提寺となり、代々池田城主の墓や池田氏が寄進したと伝わる梵鐘も現存している。玄関の天井は「血天井」と呼ばれ、永正4年（1507年）の細川高国と細川澄元らの室町幕府管領家の家督相続争いで（両細川の乱）、澄元に味方した6代城主の池田貞正が細川高国に攻められ、池田城は落城し、貞正が切腹したときの板が張られている。

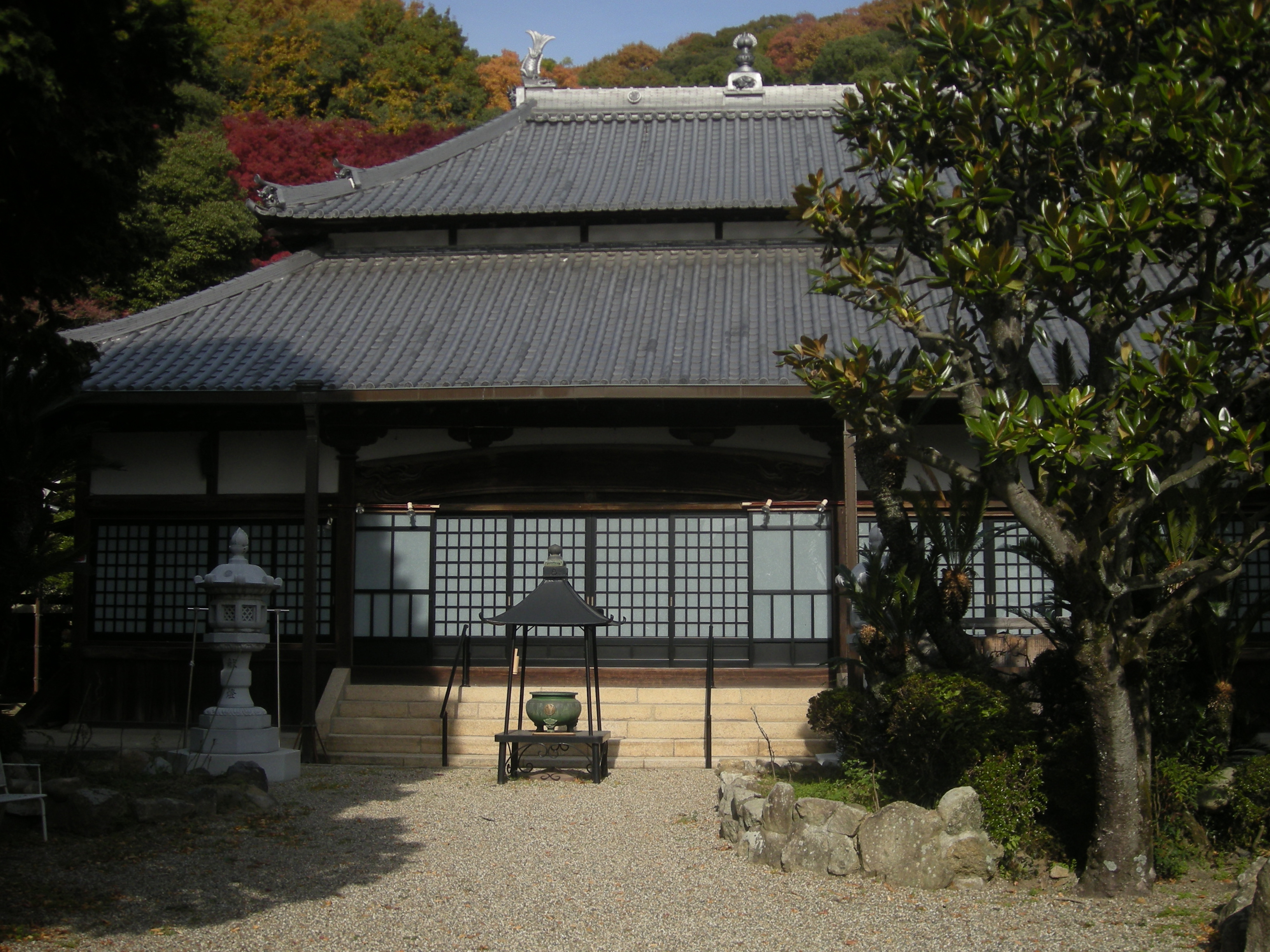
本堂（府指定有形文化財）

## 伽藍
- 本堂 - 元禄7年に当時の住職が再建した。
- 梵鐘 - 池田知正の弟・池田光重が兄の養子となった長男・三九郎を弔うため慶長14年（1609年）に寄進したと伝わる物。
- 池田知正と三九郎の五輪塔 - 梵鐘と同じく知正と三九郎を弔うために作られた。
- 小林一三夫妻の墓 - 阪急電鉄創始者夫妻の墓
  - 宝塚歌劇団「宝友之塔」 - 在団中・退団後に亡くなった宝塚音楽学校卒業生の慰霊碑。
- 肖柏の墓碑 - 連歌師肖柏の墓碑
- 田中桐江の墓碑 - 呉江社創始者・儒学者の田中桐江の墓碑
- 山中家（大阪豪商鴻池氏の本家）一族の墓 - 山中鹿介子孫の墓

## 文化財
府指定有形文化財
- 本堂
- 開山堂
- 書院
- 庫裏
- 山門
- 鐘楼

## 所在地・交通アクセス
- 大阪府池田市綾羽2-5-16
- 阪急宝塚本線 池田駅３番乗り場から乗車（約５分）。阪急バス「五月山公園・大広寺」下車